# Ministry De Valera I
Das Ministry De Valera I war das zweite Kabinett, das im ersten Dáil Éireann gebildet wurde.

## Hintergrund
Das erste Kabinett, das Ministry Brugha, wurde im Januar 1919 gebildet. Da Éamon de Valera noch inhaftiert war, saß Cathal Brugha diesem Kabinett vor. Im Februar 1919 gelang es De Valera dann, aus dem Gefängnis Lincoln Gaol zu fliehen. 
Mit der Rückkehr De Valeras trat Cathal Brugha zurück. Die Verfassung wurde ergänzt und nunmehr durften bis zu neun (vorher: fünf) Ministerien gebildet werden.

## Zusammensetzung
Dem zweiten Ministry präsidierte Éamon de Valera. Mit Constance Markiewicz war eine erste Ministerin im Kabinett. Nach ihrem Rückzug war lange Zeit (bis 1979) keine Frau mehr Mitglied eines irischen Kabinetts. 
Das Kabinett bestand vom 1. April 1919 bis zum 26. August 1921. Alle Mitglieder gehörten zum damaligen Zeitpunkt der Sinn Féin an. Es folgte das Ministry De Valera II.
| Amt                                                                                 | Name | Name                    |
| ----------------------------------------------------------------------------------- | ---- | ----------------------- |
| Präsident des Dáil Éireann (Príomh aire)                                            |      | Éamon de Valera         |
| Minister für Innere Angelegenheiten (ab 17. Juni 1919: Stellvertretender Präsident) |      | Arthur Griffith         |
| Verteidigungsminister                                                               |      | Cathal Brugha           |
| Außenminister                                                                       |      | Count Plunkett          |
| Arbeitsministerin                                                                   |      | Constance Markiewicz    |
| Industrieminister                                                                   |      | Eoin MacNeill           |
| Finanzminister                                                                      |      | Michael Collins         |
| Minister für Lokalverwaltung                                                        |      | William Thomas Cosgrave |
| Minister für das Irische (Gaeltacht), ab 29. Juni 1920                              |      | John J. O’Kelly         |

Weitere Posten wurden zum 1. April 1919 geschaffen, ohne dass die Inhaber Kabinettsmitglieder waren. Anders als die Minister (Secretary) führten sie die Amtsbezeichnung Director:
| Amt                                       | Name | Name                   |
| ----------------------------------------- | ---- | ---------------------- |
| Amt für Propaganda (ab 1. April 1919)     |      | Laurence Ginnell       |
| Amt für Landwirtschaft (ab 1. April 1919) |      | Robert Childers Barton |
| Amt für Wirtschaft (ab 17. Juni 1919)     |      | Ernest Blythe          |
| Amt für Fischerei (ab 29. Juni 1920)      |      | Seán Etchingham        |

## Veränderungen und Vertretungen
Als De Valera eine Reise in die USA im Juni 1919 unternahm, bat er darum, Arthur Griffith zu seinem Vertreter zu berufen und Ernest Blythe in das Kabinett nachzuziehen. Wegen der Auslandstätigkeit von Laurence Ginnell wurde am 17. Juni 1919 Desmond FitzGerald zu dessen Vertreter berufen. Als Ernest Blythe inhaftiert wurde, war Joseph McGuinness am 27. Oktober 1919 zu dessen Vertreter berufen. So geschah es auch mit William T. Cosgrave, der 1920 verhaftet wurde. Er wurde ab 29. Juni 1920 von Kevin O’Higgins vertreten. Robert Childers Barton wurde wegen einer Inhaftierung von Art O’Connor ab demselben Datum vertreten.
Im September 1920 wurde Frank Fahy zum Assistenzminister für das Irische benannt worden.